# Koreasundet

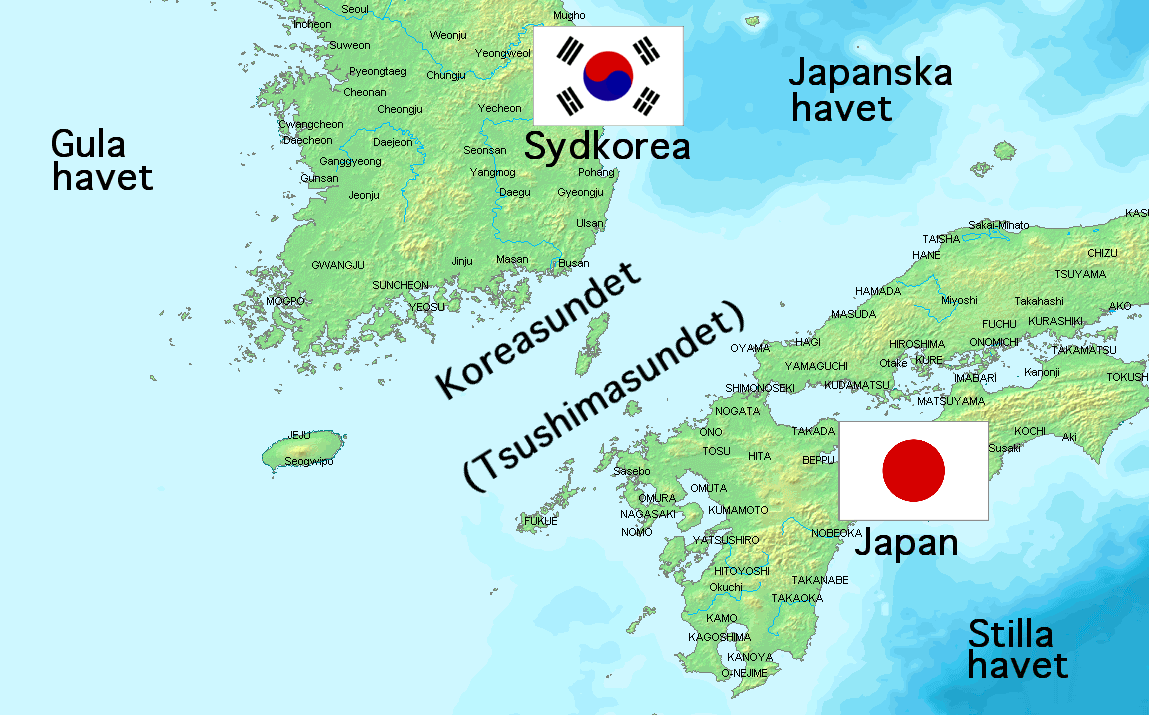
Koreasundets läge

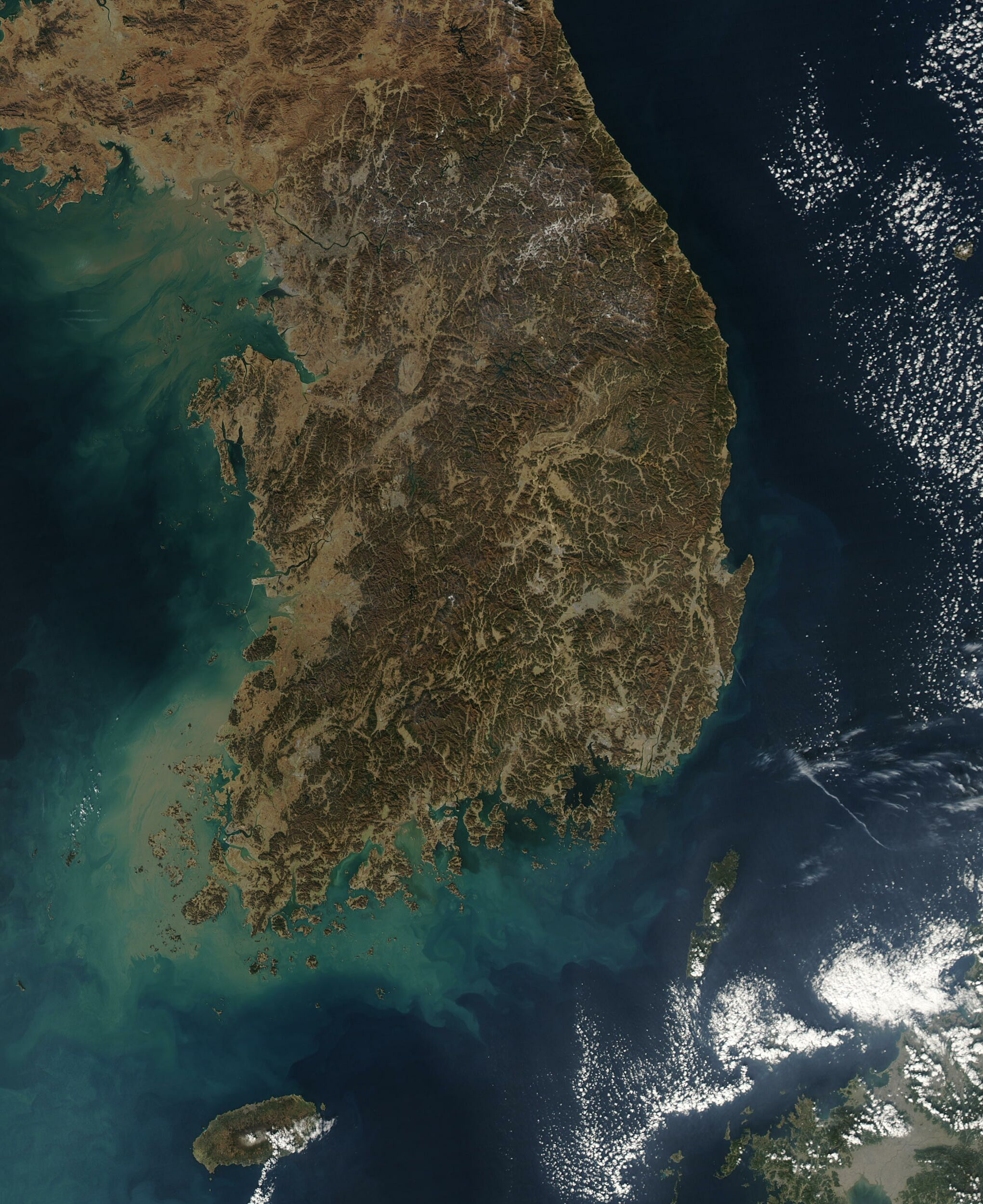
Satellitbild över Koreasundet.

Koreasundet är ett sund mellan Kyushu (Japan) och Sydkorea. Vid Tsushima delas det mellan Koreasundet och Tsushimasundet. Det är ungefär 20 mil brett och mellan 90 och 100 meter djupt. Havsströmmen Kuroshio passerar igenom sundet. Båttrafiken i sundet är mycket livlig med många internationella sträckor. Färjetrafiken i sundet är också betydande. De går ofta mellan den sydkoreanska staden Busan och mellan de japanska städerna Fukuoka, Tsushima, Shimonoseki, och Hiroshima. Tsushima med Fukuoka och Jeju anknyts också med det koreanska fastlandet. Det finns även linjer mellan Sydkorea, Japan och Kina. 
Under pleistocens glaciära cykel torkade sundet ofta upp och bildade en landbrygga till de japanska öarna. 
Mongolerna använde Koreasundet under sina två misslyckade invasionsförsök av Japan. Under rysk-japanska kriget stod slaget vid Tsushima i sundet, ur vilket japanerna gick segrande.
Det har diskuterats om en undervattenstunnel i sundet, likt den mellan Storbritannien och Frankrike. 

## Namn i sundet
|                                 | Koreahalvön - Kyushu                                                         | Koreahalvön - Tsushima | Tsushima- Kyushu |
| Svenskt namn                    | Koreasundet                                                                  | Koreasundet | Tsushimasundet |
| Internationellt namn (engelska) | Korea Strait                                                                 | Korea Strait Western Channel | Korea Strait Eastern Channel |
| Sydkoreanskt namn               | 대한해협 - 大韓海峡 Daehan Haehyeop "Koreasundet"                            | 대한해협 - 大韓海峡 Daehan Haehyeop "Koreasundet"                                                                                 | 대한해협 - 大韓海峡 Daehan Haehyeop "Koreasundet"                                                                                        |
| Nordkoreanskt namn              | 조선해협 - 朝鮮海峡 Chosŏn Haehyŏp "Koreasundet"                             | 조선해협 - 朝鮮海峡 Chosŏn Haehyŏp "Koreasundet"                                                                                  | 조선해협 - 朝鮮海峡 Chosŏn Haehyŏp "Koreasundet"                                                                                         |
| Japanskt namn                   | 対馬海峡 eller 朝鮮海峽 Tsushima Kaikyō eller Chōsen Kaikyō "Tsushimasundet" | 朝鮮海峡 eller 対馬海峡西水道 Chōsen Kaikyō eller Tsushima Kaikyō Nishi-suidō "Koreasundet" eller "Tsushimasundet västra kanalen" | 対馬海峡 eller 対馬海峡東水道 Tsushima Kaikyō eller Tsushima Kaikyō Higashi-suidō "Tsushima Strait" eller "Tsushimasundet östra kanalen" |